# كلودي لانج
كلودي لانج هي عارضة وممثلة بلجيكية، ولدت في 1944.

## وصلات خارجية
- كلودي لانج على موقع IMDb (الإنجليزية)
- كلودي لانج على موقع ألو سيني (الفرنسية)
- كلودي لانج على موقع أول موفي (الإنجليزية)
- كلودي لانج على موقع قاعدة بيانات الفيلم (الإنجليزية)
- كلودي لانج على موقع ليتربوكسد (الإنجليزية)
- كلودي لانج على موقع كينوبويسك (الروسية)